# Deudas
«Deudas» es una canción compuesta por los hermanos Francisco y Mauricio Durán, e interpretada por el grupo del grupo de rock chileno Los Bunkers. La canción es la pista número 8 del álbum Barrio Estación, y fue lanzada como su sencillo de anticipo, durante marzo del mismo año. 

## Información
La canción es un comentario respecto "de las deudas que uno puede ir acumulando en su vida como emocionales o monetarias". 
De acuerdo a Gonzalo López, "siempre te sientes en deuda con alguien, es parte de la vida. Elegimos esa canción porque es un concepto cotidiano y fácilmente entendible".
El estilo musical está inspirado en la técnica de Phil Spector (muro de sonido).

## Video
La canción ha sido promocionada por un videoclip dirigido por Claudio Rivera, director de videos que ya había trabajado con la banda en "No Me Hables de Sufrir" y "Miéntele". El video incluye imágenes de la banda en un casino, apostando en juegos de azar, e interpretando la canción. En el intertanto, se van generando "varias situaciones con muchos personajes que interactúan", y tocando tópicos como la codicia y la ambición. El material fue filmado en un pub subterráneo de Santiago, intentando representar un casino clandestino, y fue estrenado durante abril de 2008 en MTV Latino.
Los 100 + pedidos
| Año  | MTV Norte | MTV Centro | MTV Sur |
| ---- | --------- | ---------- | ------- |
| 2008 | 82        | 68         | —       |

## Recepción
La crítica coincidió en señalar que "Deudas" es una de las canciones más "comerciales" de Barrio Estación, por lo que su elección como primer sencillo estuvo justificada. En cuanto a la respuesta del público, se reportó un alto nivel de escucha, especialmente en México.

## Créditos
Los Bunkers
- Álvaro López – voz
- Francisco Durán – guitarra eléctrica
- Mauricio Durán – guitarra eléctrica
- Gonzalo López – bajo eléctrico
- Mauricio Basualto – batería

Músicos invitados
- Sebastián Jordán – trompeta, flugelhorn
- Matías Piñeira – corno francés